# Grammonus claudei
Grammonus claudei is een straalvinnige vissensoort uit de familie van naaldvissen (Bythitidae). De wetenschappelijke naam van de soort is voor het eerst geldig gepubliceerd in 1930 door Torre y Huerta.